# Фелберг
Фелберг (њем. Vellberg) град је у њемачкој савезној држави Баден-Виртемберг. Једно је од 30 општинских средишта округа Швебиш Хал. Према процјени из 2010. у граду је живјело 4.251 становника. Посједује регионалну шифру (AGS) 8127089.

## Географски и демографски подаци
Фелберг се налази у савезној држави Баден-Виртемберг у округу Швебиш Хал. Град се налази на надморској висини од 375 метара. Површина општине износи 31,9 km². У самом граду је, према процјени из 2010. године, живјело 4.251 становника. Просјечна густина становништва износи 133 становника/km².